# 春色桜瀬
『春色桜瀬』（はるいろおうせ）は2008年7月31日にPurple softwareから発売された18禁恋愛アドベンチャーゲームである。

2022年4月26日にWindows 10動作確認済のダウンロード版がFANZA独占で配信された。

## ストーリー
主人公・沖田陸の通う学校には、その木の下で会う男女は運命的な恋をするという言い伝えがある「恋桜」という桜がある。しかし、今まで恋をするという気持ちがわからない陸には興味のないことだった。
春。主人公の妹、綾乃が同じ学校に入ることになり、下見に付き合う。その時に陸は「恋桜」の下である少女と会う。その子は言う「———きっと、あなたは私に恋するよ」その言葉を残しその子は去ってしまう。
翌日、陸のクラスに転校生がやってくる。その子は先日会った女の子、桜木このはだった。

## 登場キャラクター

### 主人公
沖田 陸（おきた りく）
本作の主人公。両親が現在出張中で妹の綾乃と二人で暮らしている。そのため自炊しなければならない状況が多いので料理が上手い。寝起きが悪く、幼なじみの撫子によく起こされている。
生まれてから今まで恋をするという気持ちを抱けずに過ごしていた。しかし本人はあまり気にしていない。性格は紳士的で異性に優しく周りの女の子に好かれている。お人好しな性格が災いして年上の千夏や美沙にはよく振り回される。

### ヒロイン
桜木 このは（さくらぎ このは） 声優：遠野そよぎ
身長:158cm。誕生日:3月19日。血液型:B型。
この作品のメインヒロイン。入学式に陸のクラスにスイスから転校してきた帰国子女。クーデルハイツと共に沖田家の隣に引越して来た。転校と同時にその容姿が噂される程の美少女である。
奇妙な物言いをし陸を翻弄したり、他人をよくからかったりと人を喰ったような掴みどころのない性格をしている。よく太一郎に告白されるが「無理」という一言で一刀両断する。転校してすぐに陸に好意を持ち積極的にアタックしてくる。撫子と同じで料理の腕はイマイチ。また携帯電話も上手く使えない機械オンチな面もある。

愛沢 撫子（あいさわ なでしこ） 声優：澤田千景
身長:160cm。誕生日:5月29日。血液型:A型。
陸の家の向かいに住んでいる幼馴染。幼稚園からずっと同じクラスという縁もある。家柄が良いお嬢様で昔はバスの乗り方も知らないほどだった。
朝に陸を起こしに行くなど彼の世話を焼くが、その場で寝てしまったりと空回り気味である。料理が苦手で食事を作ると必ずマズいものになってしまう。陸に好意を持ち彼が他の女の子に興味を持ったり、迫られたりするとよくやきもちを焼く。特に陸に積極的にアタックするこのはに対抗していろいろ張り合うようになる。
陸に告白したことがあるが、振られてしまった過去がある（しかし絶対陸を振り向かせるいい女になると同時に宣言している）。
青野・クーデルハイツ・鈴蘭（あおの・くーでるはいつ・すずらん） 声優：乃嶋架菜
身長:143cm。誕生日:5月2日。血液型:O型。
このはと共に陸の隣の家に引越してきたクォーターの少女。愛称と一人称は「くー」で、他人にもそう呼ばせようとする。肯定を「ん」、否定を「や」といった一文字で返事したり単語だけで話し、感情が顔に出ないので考えが読みづらい。
学年は陸の一つ下で綾乃と同じクラスになる。年の割りに小さいことを気にしていてそのことを陸が考えると「無礼者」と言いながら蹴るツッコミをする。
その外見とは裏腹に、留学生として6ヶ国語をも話せる才媛であるが、食い意地が張っていてお菓子で美沙に連れていかれたり、このはや撫子の料理を平然として食べられる脅威の胃袋を持つ。
余談だが彼女のテロップは名前が長いため「くー」と表記されている。また声を担当した乃嶋によると「鈴蘭」は最初の「す」の部分を強く発音するという（『ほめられてのびるらじおPP』第70回放送より）。
菅原 桔梗（すがわら ききょう） 声優：風音
身長:164cm。誕生日:8月28日。血液型:A型。
陸たちの学校でひとつ年上の先輩。理知的でクールな性格と美貌を持つが、あまりそれらを好んでおらず、逆にコンプレックスを持っている。姉の皐月を尊敬しており、可愛らしい見た目と温和な性格を持つ姉の様に「女の子らしく」なりたいと思い、先ず他人との人付き合いが上手くなるように「パーピュア」というレストランでアルバイトしている。
実家は茶道の家元で良家のお嬢様である。同じクラスの美沙には一方的に気に入られてよくつるんでいるが、桔梗自身もまんざらではない。
岡崎 春奈（おかざき はるな） 声優：沢野みりか
身長:165cm。誕生日:2月6日。血液型:AB型。
ある日、陸の家の前で倒れていたのをきっかけに知り合った、近くのアパートに住んでいる女性。性格は明るく少々天然。今まで一人暮らしが出来ているのが不思議なほどに家事はてんで駄目だが、お茶を入れるのがとても上手という意外な特技を持っている。
職業は漫画家をしていて、執筆作業に集中すると何日も食事を抜いたりして行き倒れていたりする。
実はあるヒロインととても密接な関係を持っている。

### サブキャラクター
沖田 綾乃（おきた あやの） 声優：みる
主人公の陸の妹。明るい性格だがブラコン気味で陸とアブナイ関係に妄想することもままある。陸の通う学校の入学試験に合格し、この春から一緒に通うことになった。クーデルハイツと同じクラスで仲良くなる。家事は出来るが陸のほうが上手である。
菅原 皐月（すがわら さつき） 声優：鮎川ひなた
桔梗の長姉でいつも笑顔を絶やさない女性である。茶道の家元のお嬢様で家事や人付き合いも上手く、桔梗に尊敬されるほどの人物だが、天然な所があったり方向音痴だったりと少々抜けているところがある。しかし二人の妹を優しく見守り、その天然もワザとだったりすることもある大人の女性。
黒井 美沙（くろい みさ） 声優：五行なずな
陸の通う学校の3年生の先輩。才色兼備な美人なのだが黒魔術、ミステリーが好きで学校の噂になるほどの変人なため浮いた話がない。オカルト研究会・会長であるが部員は桔梗と二人きりであるため、事あるごとに陸や周りの人を勧誘している。同学年で同じ強引な性格の千夏とは犬猿の仲。
桔梗とは同じクラスで彼女の親友である。
佐山 千夏（さやま ちなつ） 声優：楠鈴音
陸の学校で生徒会長をしている先輩。ノリで行動し、面白ければ全て良しをモットーにするトラブルメーカーな性格。生徒会長なのだが実務を「メンドい」という理由で殆どやらず、京子に任せっきりにしてよく逃げ出している。
背は小さいが、抜群のプロポーションの持ち主である。
若葉 京子（わかば きょうこ） 声優：倉田まりや
陸の一つ上の先輩。生徒会の副会長。太一郎や千夏など仕事をしない役員が多いため苦労が絶えない。暴走しがちな千夏のストッパー役としても活躍する。
白鳥 太一郎（しらとり たいちろう） 声優：小池竹蔵
陸のクラスメイトで一年生からの付き合い。生徒会の役員で大財閥の息子という肩書きを持つが、性格は単純で騙されやすく惚れっぽい。そんな性格なため、よく仲間内にイジられている。転校生のこのはに猛アタックしているが、全く成果は出ていない。陸や親しい友人に変なあだ名をつけたがるが、あまり気に入られず拒否される。
斎藤 和馬（さいとう かずま） 声優：角川竜二
陸のクラスメイトで一年生からの付き合い。陸、撫子、太一郎と合わせて「仲良しカルテット」の一員。常に笑みを絶やさない好青年で誰にでも敬語口調で話す。生徒会に所属しており、実質的に京子と2人で仕事をしている。

## スタッフ
- キャラクターデザイン・原画：月杜尋 / 悠樹真琴
- シナリオ：東トナタ／有馬ケンジ
- OP曲：「恋桜」
  - 作詞：石川泰 / 橋本みゆき、編曲：安瀬聖、作曲・歌：橋本みゆき
- ED曲：「Dazzle Pink」
  - 作詞：石川泰、編曲：鈴木マサキ、作曲・歌：橋本みゆき

## 関連商品
- 春色桜瀬 オリジナルサウンドトラック
- 紫盤II VOCAL SELECTION II
- Double Flower